# Strahltemperatur
Die Strahltemperatur beschreibt in der Physik die Breite der Geschwindigkeitsverteilung in einem Teilchenstrahl.
Man definiert eine longitudinale (in Strahlausbreitungsrichtung) Temperatur {\displaystyle T_{\|}} und eine transversale Temperatur {\displaystyle T_{\bot }} (senkrecht dazu):
{\displaystyle T_{\|}={\frac {1}{2}}{\frac {m_{\text{Teilchen}}\cdot \operatorname {Var} (v_{\|})}{k_{\mathrm {B} }}}}
{\displaystyle T_{\bot }={\frac {m_{\text{Teilchen}}\cdot \operatorname {Var} (v_{\bot })}{k_{\mathrm {B} }}}}
Darin ist {\displaystyle \operatorname {Var} (v)} die Varianz der Geschwindigkeitsverteilung in der entsprechenden Richtung, mTeilchen die Masse der Teilchen im Strahl und kB die Boltzmann-Konstante.
Die Varianz gibt als zentrales Moment nur die Streuung der Geschwindigkeit an, nicht ihren Mittelwert. Speziell im mitbewegten Bezugssystem, in dem der Mittelwert verschwindet, ist die Varianz einfach die mittlere quadratische Geschwindigkeit: {\displaystyle \operatorname {Var} (v_{\|/\bot })=\langle v_{\|/\bot }^{2}\rangle }.
Die Strahltemperatur kann auch als Maß für die Phasenraumdichte der Strahlen aufgefasst werden. Speziell beim Kühlen eines Teilchenstrahls wird die Phasenraumdichte für niedrigere Geschwindigkeiten erhöht, da die Teilchen nach Kühlung einen engere Geschwindigkeitsbereich (kleinere Varianz der Verteilung) einnehmen.